# Petros Molyviatis
Petros G. Molyviatis (Grieks: Πέτρος Γ. Μολυβιάτης) (Chios, 12 juni 1928 – Athene, 4 mei 2025) was een Griekse diplomaat en politicus van Nea Dimokratia. Hij is voornamelijk bekend als minister van Buitenlandse Zaken in het kabinet van Kostas Karamanlis. Eerder was hij ambassadeur in Rusland, Zuid-Afrika en Turkije.

## Biografie
Molyviatis studeerde rechten aan de Universiteit van Athene. Vervolgens was hij werkzaam op het ministerie van Buitenlandse Zaken. Molyviatis was als diplomaat lid van de permanente delegatie van Griekenland bij de Verenigde Naties. Later vervulde hij dezelfde functie bij de NAVO in Brussel. Na de NAVO was hij achtereenvolgens ambassadeur in Moskou, Pretoria en Ankara. 
Tussen 1974 en 1980 was hij diplomatiek adviseur en directeur-generaal van het kabinet van minister-president Konstantinos Karamanlis. In 1980 werd Karamanlis verkozen tot president en Molyviatis werd benoemd tot secretaris-generaal van het presidentieel kantoor. Deze functie vervulde Molyviatis, met een onderbreking tussen 1985 en 1990, tot 1995. In 1996 werd hij gekozen in het parlement van Griekenland. Vier jaar later werd Molyviatis herkozen. In 2004, na de verkiezingsoverwinning van Nea Dimokratia, werd hij benoemd tot minister van Buitenlandse Zaken. Molyviatis bleef aan tot februari 2006. 
In november 2011 viel de regering van minister-president Giorgos Papandreou naar aanleiding van de financiële problemen in Griekenland. Molyviatis was een potentiële kandidaat om een interim-regering te vormen. Hij verloor echter van Lucas Papademos, oud-vice-president van de Europese Centrale Bank. Tussen 17 mei en 21 juni 2012 was Molyviatis interim-minister van Buitenlandse Zaken in het kabinet van Panagiotis Pikramennos. In augustus en september 2015 bekleedde hij die functie opnieuw, ditmaal in het kabinet van Vassiliki Thanou-Christophilou.
Molyviatis overleed op 4 mei 2025 op 96-jarige leeftijd.
- Gemeinsame Normdatei: 1029833605
- International Standard Name Identifier: 0000 0003 9984 9161
- Système universitaire de documentation: 24225067X
- Virtual International Authority File: 295390459
- WorldCat: E39PBJxGXPMjQ7gMWvmXFhwwG3